# ジュニア夢の祭典
ジュニア夢の祭典 〜ALL STAR Jr. FESTIVAL〜（ジュニアゆめのさいてん オールスター・ジュニア・フェスティバル）は、日本のプロレス興行。

## 概要
2022年2月4日、新日本プロレスの高橋ヒロムが自身の公式Twitterにてジュニアヘビー級の選手にスポットを当てるべく提唱した『ジュニア革命計画』の一つとしてジュニアオールスター戦を上げ、観たい選手・カードを公募した。8月28日、集計結果を自身の公式YouTubeにて発表。
2023年1月23日、『レック Presents ジュニア夢の祭典 〜ALL STAR Jr. FESTIVAL 2023〜』の開催と出場する22団体が、各公式サイト・SNSにて一斉に発表された。日時は3月1日の午後6時から後楽園ホールで行われ、新日本プロレスワールドにてPPV配信された。
4月17日、新日本プロレス公式サイトにて第2回大会として、アメリカ・フィラデルフィアでの開催が正式発表された。

## ジュニア夢の祭典 〜ALL STAR Jr. FESTIVAL 2023〜
チケットは1月29日から各プレイガイドで販売されたが数時間でキャンセル待ちとなり、2月10日に全席完売が発表された。
出場選手は1月30日から主に毎日2選手（12時と18時に各1選手）ずつ、各所属団体の公式Twitterから発表された。2月25日昼までに計47人の出場が発表され、同日夜には対戦カードが発表された。
2月23日、栃木プロレスの栃木県総合文化センター大会開始前にヒロムが登場し、興行の収益一部をリハビリ中の大谷晋二郎へ寄付することを発表した。
本戦後、遺恨が勃発した木髙イサミとSHOのシングルマッチがBASARAで行われることが決定するなど、日本国内のジュニアヘビー級戦線が団体の垣根を越えて活発化した。

### 対戦カード
- 本戦の試合順は当日の入場曲で発表された[12]。
- 本戦前にスペシャルプレゼントマッチ（第0試合）を開催。出場者の事前告知はなく、当日の入場で発表された。この試合のみYouTubeチャンネル「NJPW WORLD Official」にて無料生配信された[13]。
- 本戦開始前に獣神サンダー・ライガーが登場し、大谷晋二郎からのメッセージの代読。また藤波辰爾が登場し、ライガーと開会宣言をした[14]。
- 第4試合後、VTRでロッキー・ロメロが登場し、アメリカでの開催を提唱した。
- 第7試合は、事前告知のないサプライズマッチとして開催。
- 実況は村田晴郎、解説はミラノ・コレクションA.T、吉野正人、獣神サンダー・ライガー、ゲストは拳王、高橋ヒロム、藤波辰爾

| 第0試合 ■スペシャルプレゼントマッチ（20分1本勝負）                                             |                                     | |
| (DDT) 須見和馬 (GLEAT) 渡辺壮馬 ○(新日本) YOH                                                  | 10分35秒 DIRECT DRIVE →体固め       | 星野良 (ZERO1) 十文字アキラ (JTO)● 阿部史典                                                                |
| リングアナ：阿部誠、渡辺大星 レフェリー：坂本祐哉                                              |                                     | |
| 第1試合 ■6人タッグマッチ（30分1本勝負）                                                        |                                     | |
| (新日本) 高橋ヒロム (NOAH) AMAKUSA ○(みちのく) フジタ"Jr"ハヤト                                | 8分52秒 K.I.D                       | 橋本和樹 (大日本)● HAYATA (NOAH) YAMATO (DRAGON GATE)                                                      |
| リングアナ：菊池直人 レフェリー：坂本祐哉                                                      |                                     | |
| 第2試合 ■タッグマッチ（30分1本勝負）                                                           |                                     | |
| ○(DDT) MAO (BASARA) 木高イサミ                                                                 | 9分43秒 反則                        | SHO (新日本)● 怨霊 (666)                                                                                   |
| リングアナ：渡辺大星 レフェリー：バーブ佐々木                                                  |                                     | |
| 第3試合 ■がんばれ！大谷晋二郎10人タッグマッチ（30分1本勝負）                                   |                                     | |
| (FREEDOMS) 葛西純 (新日本) 金丸義信 (GLEAT) 田中稔 (JTO) TAKAみちのく ○ 高岩竜一               | 10分28秒 デスバレーボム →片エビ固め | チチャリート・翔暉 (2AW)● 北村彰基 (ZERO1) 関札皓太 (大日本) LEONA (ドラディション) MUSASHI (みちのく)     |
| リングアナ：オッキー沖田 レフェリー：笹崎勝己                                                  |                                     | |
| 第4試合 ■6人タッグマッチ（30分1本勝負）                                                        |                                     | |
| (ガンバレ) 今成夢人 (新日本) 田口隆祐 ○(パンクラス) 佐藤光留                                   | 7分29秒 腕ひしぎ十字固め            | ばってん×ぶらぶら (九州)● タイガースマスク (大阪) ザ・グレート・サスケ (みちのく)                          |
| リングアナ：パンチ田原 レフェリー：マーティー浅見                                              |                                     | |
| 第5試合 ■3WAYタッグマッチ（30分1本勝負）                                                       |                                     | |
| ○(新日本) エル・デスペラード (CMLL) ボラドール・ジュニア                                       | 10分34秒 ピンチェ・ロコ →エビ固め   | DOUKI (新日本) HANAOKA (SECRET BASE)●                                                                      |
| ○(新日本) エル・デスペラード (CMLL) ボラドール・ジュニア                                       | 10分34秒 ピンチェ・ロコ →エビ固め   | エル・リンダマン (GLEAT) 上野勇希 (DDT)                                                                    |
| リングアナ：富山智帆 レフェリー：佐藤健太                                                      |                                     | |
| 第6試合 ■マスクマン8人タッグマッチ（30分1本勝負）                                              |                                     | |
| (NOAH) アレハンドロ (大阪) ビリーケン・キッド (琉球ドラゴン) グルクンマスク ○(CMLL) ミスティコ | 11分29秒 ラ・ミスティカ             | アトランティス・ジュニア (CMLL) ブラックめんそーれ (全日本)● BUSHI (新日本) ドラゴン・キッド (DRAGON GATE) |
| リングアナ：木原文人 レフェリー：デューク佐渡                                                  |                                     | |
| 第7試合 ■シングルマッチ（30分1本勝負）                                                         |                                     | |
| ○(GLEAT) CIMA                                                                                  | 7分16秒 メテオラ →エビ固め          | 平田一喜 (DDT)●                                                                                            |
| リングアナ：井上マイク レフェリー：松井幸則                                                    |                                     | |
| 第8試合 ■5WAYマッチ（30分1本勝負）                                                             |                                     | |
| ○(新日本) 石森太二                                                                             | 9分38秒 ブラディークロス →エビ固め  | YO-HEY (NOAH)●                                                                                             |
| ○(新日本) 石森太二                                                                             | 9分38秒 ブラディークロス →エビ固め  | シュン・スカイウォーカー (DRAGON GATE)                                                                     |
| ○(新日本) 石森太二                                                                             | 9分38秒 ブラディークロス →エビ固め  | ソベラーノ・ジュニア (CMLL)                                                                                |
| ○(新日本) 石森太二                                                                             | 9分38秒 ブラディークロス →エビ固め  | ニンジャ・マック (NOAH)                                                                                    |
| リングアナ：味方冬樹 レフェリー：中山真一                                                      |                                     | |
| 第9試合 ■シングルマッチ（30分1本勝負）                                                         |                                     | |
| ○(新日本) マスター・ワト                                                                       | 14分24秒 レシエンテメンテⅡ          | 青柳亮生 (全日本)●                                                                                         |
| リングアナ：阿部誠 レフェリー：レッドシューズ海野                                              |                                     | |

## ALL STAR Jr. FESTIVAL U.S.A 2023
- 4月17日、新日本プロレス公式サイトにてALL STAR Jr. FESTIVALの第2回大会として、アメリカ・フィラデルフィアの2300アリーナでの開催が正式発表された[6]。
- 前回同様、公式Xにて日本時間：7月11日午前11:00から出場選手が日替わりで発表された。

### 対戦カード
- 本戦の試合順は当日の入場曲で発表。尚、くじ引きタッグマッチについては、大会テーマ曲で出場選手が全員入場する形となる[15]。

| ■第0試合・シングルマッチ                                                                                  |                                                 |                                                          |
| ○ゴールディ                                                                                               | 8分20秒 スワンダイブ式ニーストライク→片エビ固め | ウィニー・パシフィコ●                                    |
| ■第1試合・タッグマッチ                                                                                    |                                                 |                                                          |
| ○YOH マット・サイダル                                                                                     | 8分55秒 ファイブスタークラッチ                  | BUSHI● シュン・スカイウォーカー                          |
| ■第2試合・ALL STAR Jr. U.S.A. トーナメント一回戦                                                          |                                                 |                                                          |
| ケビン・ナイト                                                                                            | 9分58秒 十字架固め                              | クラーク・コナーズ                                       |
| ※ケビンがトーナメント決勝戦進出                                                                           |                                                 |                                                          |
| ■第3試合・ALL STAR Jr. U.S.A. トーナメント一回戦                                                          |                                                 |                                                          |
| フランシスコ・アキラ                                                                                      | 13分31秒 フラミンゴドライバー→片エビ固め        | マイク・ベイリー                                         |
| ※ベイリーがトーナメント決勝戦進出                                                                         |                                                 |                                                          |
| ■第4試合・６人タッグマッチ                                                                                |                                                 |                                                          |
| 田口隆祐 ○リッチ・スワン THE DKC                                                                          | 15分08秒 450°スプラッシュ→片エビ固め            | REAL1 スターボーイ・チャーリー● ジャック・カートウィール |
| ■第5試合・くじ引きタッグマッチ                                                                            |                                                 |                                                          |
| クリス・ベイ ○藤田晃生 ロビー・イーグルス アレックス・シェリー                                            | 17分00秒 ジャーマンスープレックスホールド       | チーズバーガー● エース・オースティン TJP 金丸義信        |
| ※全員同時にオールスターのテーマで入場し、リング上でくじを引いてチーム分け、決まったその場で試合を開始する |                                                 |                                                          |
| ■第6試合・5WAYマッチ                                                                                      |                                                 |                                                          |
| ○ソベラーノ・ジュニア                                                                                     | 7分15秒 ソベラーノドライバー→片エビ固め         | KC・ナヴァーロ●                                          |
| ○ソベラーノ・ジュニア                                                                                     | 7分15秒 ソベラーノドライバー→片エビ固め         | リオ・ラッシュ                                           |
| ○ソベラーノ・ジュニア                                                                                     | 7分15秒 ソベラーノドライバー→片エビ固め         | ドラゴン・キッド                                         |
| ○ソベラーノ・ジュニア                                                                                     | 7分15秒 ソベラーノドライバー→片エビ固め         | フガス                                                   |
| ■第7試合・タッグマッチ                                                                                    |                                                 |                                                          |
| ○エル・デスペラード MAO                                                                                   | 19分14秒 ピンチェ・ロコ→片エビ固め              | ニック・ウェイン ジョーダン・オリバー●                   |
| ■第8試合・フィリーチーズステーキカップ 3WAYタッグラダーマッチ                                             |                                                 |                                                          |
| ○DOUKI ロー・ライダー                                                                                     | 19分27秒 袋獲得                                 | 高橋ヒロム ロッキー・ロメロ                              |
| ○DOUKI ロー・ライダー                                                                                     | 19分27秒 袋獲得                                 | マスター・ワト ブレイク・クリスチャン                    |
| ※ラダーを使用し、天井から吊り下げられた袋を一番先に獲得したチームが勝利となる                             |                                                 |                                                          |
| ■第9試合・ALL STAR Jr. U.S.A. トーナメント決勝戦                                                          |                                                 |                                                          |
| ●ケビン・ナイト                                                                                           | 19分53秒 フラミンゴドライバー→片エビ固め        | マイク・ベイリー○                                        |
| ※ベイリーがALL STAR Jr. U.S.A. トーナメント優勝                                                           |                                                 |                                                          |

## 備考
2022年11月26日、パンクラスMISSIONの佐藤光留が「凄いと言われる選手はインディーにもいる」として、新木場1stRINGで『ニコプロ presents インディージュニアの祭典「ぼくらはみんないきている」』を開催、続いて2023年5月31日に同会場にて『ニコプロ presents インディージュニアの祭典「ぼくらはみんないきている2」』を開催した。